# 己酸甲酯
己酸甲酯是己酸的脂肪酸甲酯，也是无色液态的有机化合物，化学式为CH
3–(CH
2)
4–COO–CH
3。它天然出现于许多食物，是植物代谢物。它也存在于细胞的细胞质。 
己酸甲酯的工业生产用途是作为香料。它也可以用作菠萝味的香料。

## 生产
己酸甲酯的生产量达数吨。它由甲醇与己酸化合而成。在大自然中，植物会将一种化学物质代谢为己酸甲酯。

## 用途
己酸甲酯天然存在于土豆、西红柿和奶酪等食物中，而且是一些酒精饮料的成分。它与有关的己酸乙酯一样，可以用来模仿菠萝的味道。

## 安全
大鼠的LD50大于5 g/kg，表明低毒性。己酸甲酯加热至分解时会释出有毒烟雾。它可以导致灼伤。

### 可燃性
己酸甲酯易燃。闪点为73 °C。